# یاتزی
یاتزی (به انگلیسی: Yahtzee) یک بازی با تاس است که توسط میلتون بردلی (شرکتی که بعدها توسط هاسبرو خریداری و جذب شد) ساخته شده است. اولین بار این بازی با نام یاتزی (Yahtzee) توسط کارآفرین بازی‌ساز ادوین اس. لوء در سال ۱۹۵۶ میلادی، به بازار عرضه شد. این بازی خود گونه‌ای توسعه یافته از بازی‌های تاسی مشابه دیگری از جمله تاس پوکر، یاچت و جنرالا است. همچنین تحت تأثیر مستقیم یک بازی محلی محبوب در اسکاندیناوی به نام یاتزی (با املای Yatzy) است.
هدف از این بازی این است که با انداختن پنج تاس امتیاز کسب کنید. امتیازها زمانی به دست می‌آیند که اعداد روی تاس‌ها، ترکیب‌های خاصی را نشان دهند. بازی چند نفره است و به صورت نوبتی، هر بازیکن در نوبتش تا سه بار می‌تواند تاس بریزد و سعی کند ترکیب‌های تعیین شده‌ای که موجب امتیازدهی می‌شوند، را ایجاد کند. بازیکن می‌تواند در سه مرتبه پرتاب خود چند تاس (از پنج تاسی که در اختیار دارد) را نگه دارد. هر بازی از سیزده نوبت برای هر بازیکن تشکیل شده است. هر بازیکن بایستی یک برگه یا لیست در اختیار داشته باشد که ترکیب‌های امتیازآور در آن فهرست شوند. این برگه برای تمامی حریفان مشابه است. پس از هر نوبت، بازیکن بر اساس پنج تاس نهایی که آورده، امتیاز خود را در مقابل یکی از ترکیب‌های برگه یادداشت می‌کند. هنگامی که یک ترکیب در بازی استفاده شد، دیگر نمی‌توان از آن استفاده کرد. ترکیب‌های امتیازدهی دارای مقادیر امتیازی متفاوتی هستند که برخی از آن‌ها مقادیری ثابت دارند و برخی دیگر امتیازشان به عددهای روی تاس‌ها بستگی دارد. یک ترکیب به نام «یاتزی» هم وجود دارد؛ ترکیب یاتزی به حالتی گفته می‌شود که هر پنج تاس بازیکن یک عدد مشابه را نشان دهند و این شرایط دارای ۵۰ امتیاز است که بالاترین امتیاز در بین همهٔ ترکیب‌هاست. نهایتاً برنده بازیکنی است که مجموعاً بیشترین امتیازها را در برگه‌اش کسب کرده باشد.
یاتزی از سال ۱۹۵۶ تا ۱۹۷۳ میلادی، توسط شرکت ئی‌اس‌لوء به بازار عرضه می‌شد. در سال ۱۹۷۳، شرکت میلتون بردلی شرکت مذکور را خرید و حقوق تولید و فروش یاتزی را به دست گرفت. در زمان مالکیت لوء، بیش از ۴۰ میلیون بازی یاتزی در سراسر جهان به فروش رسیده بود. طبق گفته مالک فعلی، شرکت هاسبرو، تا سال ۲۰۰۷، ۵۰ میلیون بازی یاتزی در هر سال فروخته می‌شود.

## قوانین
این بازی از ۱۳ دور تشکیل شده است. در هر دور، یک بازیکن سه تاس می‌اندازد، اگرچه می‌تواند انتخاب کند که بعد از یک یا دو پرتاب تاس، به نوبت خود پایان دهد. پس از پرتاب اول، بازیکن می‌تواند هر تاسی را که می‌خواهد ذخیره کند و بقیهٔ تاس‌ها را دوباره بیاندازد. این روش بعد در پرتاب سوم هم تکرار می‌شود. بازیکن انتخاب کاملی دارد که کدام تاس‌ها را نگه دارد و کدام را پرتاب کند.
کارت امتیازی یاتزی شامل سیزده ترکیب امتیازآور مختلف است. پس از اتمام هر نوبت، بازیکن باید یکی از ترکیب‌های امتیازی را انتخاب کند و تاس‌هایی که آورده را با آن مقایسه کند. امتیاز وارد شده در کادر بستگی به این دارد که پنج تاس چقدر با قانون امتیازدهی ترکیب مطابقت دارند. هنگامی که یک امتیاز برای یک ترکیب وارد شد، آن ترکیب دیگر دوباره توسط آن بازیکن قابل استفاده نیست. بازی پس از ۱۳ دور هر بازیکن، با پر شدن هر ۱۳ ردیف روی برگه، تکمیل می‌شود. مجموع امتیاز با جمع تمام سیزده ترکیب امتیازی محاسبه می‌شود.
کارت امتیازی یاتزی شامل ۱۳ ترکیب امتیازدهی است که به بخش‌های بالایی و پایینی تقسیم می‌شوند:

### بخش بالایی
در بخش بالایی شش ترکیب وجود دارد. امتیاز هر یک از این ترکیب‌ها با جمع کردن تعداد کل تاس‌های مطابق با آن ترکیب تعیین می‌شود.
| رده    | شرح       | امتیاز                           | مثال      |
| ------ | --------- | -------------------------------- | --------- |
| تک‌ها   | هر ترکیبی | جمع تاس‌هایی که یک را نشان دهند   | امتیاز ۳  |
| دوها   | هر ترکیبی | جمع تاس‌هایی که دو را نشان دهند   | امتیاز ۶  |
| سه‌ها   | هر ترکیبی | جمع تاس‌هایی که سه را نشان دهند   | امتیاز ۱۲ |
| چهارها | هر ترکیبی | جمع تاس‌هایی که چهار را نشان دهند | امتیاز ۸  |
| پنج‌ها  | هر ترکیبی | جمع تاس‌هایی که پنج را نشان دهند  | امتیاز ۵  |
| شش‌ها   | هر ترکیبی | جمع تاس‌هایی که شش را نشان دهند   | امتیاز ۱۸ |

### بخش پایین
بخش پایینی شامل تعدادی ترکیب است که با مقادیر امتیازی خاص هستند:
| رده                  | شرح                                               | امتیاز                    | مثال      |
| -------------------- | ------------------------------------------------- | ------------------------- | --------- |
| شانس                 | هر ترکیبی                                         | مجموع اعداد روی همه تاس‌ها | امتیاز ۱۴ |
| سه مشابه             | اقلاً سه تاس مشابه                                 | مجموع تاس‌های مشابه        | امتیاز ۱۷ |
| چهار مشابه           | اقلاً چهار تاس مشابه                               | مجموع تاس‌های مشابه        | امتیاز ۲۴ |
| فول هاؤس (خانه کامل) | سه تاس با یک عدد مشابه و دو تاس با عدد مشابه دیگر | ۲۵                        | امتیاز ۲۵ |
| راستهٔ کوچک           | چهار تاس متوالی (۱-۲-۳-۴, ۲-۳-۴-۵, یا ۳-۴-۵-۶)    | ۳۰                        | امتیاز ۳۰ |
| راستهٔ بزرگ           | پنج تاس متوالی (۱-۲-۳-۴-۵ یا ۲-۳-۴-۵-۶)           | ۴۰                        | امتیاز ۴۰ |
| یاتزی                | دقیقاً پنج تاس با عدد مشابه                        | ۵۰                        | امتیاز ۵۰ |